# 토미인닛
토미인닛(TommyInnit, /ˈtɒmiˌˈnət/ TOMM-ee-inn-it, 본명: 토마스 시몬스, Thomas Simons, 2004년 4월 9일 ~ )은 영국의 유튜버이자 트위치 스트리머이다. 드림 SMP에서 동료 유튜버 및 스트리머와의 공동 작업을 포함하여 마인크래프트 관련 비디오와 라이브 스트림을 제작한다. 드림 SMP에 합류하면서 그의 유튜브 및 트위치 채널의 인기가 높아졌다. 2023년 4월 24일 기준으로 그의 11개 유튜브 채널은 총 2,774만 명 이상의 구독자와 28억 2천만 명 이상의 조회수에 도달했다. 그의 두 트위치 채널은 902만 명 이상의 팔로어에 도달하여 가장 많은 팔로어를 보유한 마인크래프트가 되었다. 트위치 채널에서 전체 팔로워 14위이다.

## 같이 보기
- 유튜버 목록